# Campionat d'Espanya de Ral·lis d'Asfalt
El Campionat d'Espanya de Ral·lis d'Asfalt (en castellà: Campeonato de España de Rallyes de Asfalto, abreujat CERA) és la màxima competició d'aquesta modalitat que es disputa a l'estat espanyol. La seva primera edició va ser l'any 1956 i està organitzat per la Reial Federació Espanyola d'Automobilisme. El campionat es compon de diversos ral·lis que es disputen en carreteres tancades al trànsit a diferents punts de la geografia espanyola. Cada prova sol tenir una durada de dos dies. Originalment incloïa algunes proves sobre terra, un fet que va desaparèixer arran de la creació l'any 1983 del Campionat d'Espanya de Ral·lis de Terra.
Els pilots amb major nombre de títols són Antoni Zanini i Jesús Puras, amb vuit títols cadascun, seguits de Miguel Ángel Fuster amb sis títols. El pilot amb major nombre de ral·lis guanyats és Jesús Puras amb 60 victòries, seguit per Antoni Zanini que en va guanyar 42.

## Calendari 2023
| # | Prova                         | Data           |
| - | ----------------------------- | -------------- |
| 1 | Ral·li do Cocido              | 22-23 abril    |
| 2 | Ral·li Rías Baixas            | 27-28 maig     |
| 2 | Ral·li Cidade de Narón        | 10-11 juny     |
| 3 | Ral·li Blendio Cristian López | 5-6 agost      |
| 4 | Ral·li de Ferrol              | 19-20 agost    |
| 5 | Ral·li Ciutat de València     | 35-26 novembre |

## Palmarès

### Campionat de pilots
Font:
A 17 de gener de 2024
| Any  | Pilot                    | Copilot                          | Automòbil                             |
| ---- | ------------------------ | -------------------------------- | ------------------------------------- |
| 1956 | Xavier Sanglas           | ?                                | Alfa Romeo Julieta Veloce             |
| 1957 | Ferran Roqué             | Alfonso Marimón                  | Alfa Romeo Sprint Veloce              |
| 1958 | Jaime Milans del Bosch   | Antonio Forest                   | Seat 1400 B                           |
| 1959 | Luciano Eliakin          | «Pascal»                         | Saab 93                               |
| 1960 | Víctor Sagi              | Antonio Agramunt                 | Porsche 356 1600 GT                   |
| 1961 | Juan Fernández           | Ramón Grifoll                    | BMW 700 CS                            |
| 1962 | Mariano Lorente          | Jesús Sáez                       | BMW 700 CS                            |
| 1963 | Jaume Juncosa            | Jaume Juncosa Jr. Manuel Juncosa | Seat 600 Abarth i Fiat Abarth 850     |
| 1964 | Juan Fernández           | Varis                            | Abarth 1000 TC                        |
| 1965 | Jaume Juncosa            | Artemio Eche                     | ?                                     |
| 1966 | Antonio Albacete         | Antonio Silva                    | Mini Cooper                           |
| 1967 | Bernard Tramont          | Ricardo Muñoz                    | Renault Alpine                        |
| 1968 | Bernard Tramont          | Ricardo Muñoz                    | Renault Alpine                        |
| 1969 | Josep Maria Palomo       | Josep Adell                      | Porsche 911 R                         |
| 1970 | Alberto Ruiz-Giménez     | Rafael Castañeda                 | Porsche 911                           |
| 1971 | Lucas Sainz              | Juan Carlos Oroño                | Renault Alpine                        |
| 1972 | Salvador Cañellas        | Daniel Ferrater                  | Seat 124                              |
| 1973 | Jorge Babler             | Ricardo Antolín                  | Seat 124                              |
| 1974 | Antoni Zanini            | Eduardo Martínez Adam            | Seat 124 / 1800                       |
| 1975 | Antoni Zanini            | Eduardo Martínez Adam            | Seat 1430/1800                        |
| 1976 | Antoni Zanini            | Juan José Petisco                | Seat 124 / 1800                       |
| 1977 | Antoni Zanini            | Juan José Petisco                | Seat 124 / 1800                       |
| 1978 | Antoni Zanini            | Juan José Petisco                | Seat 131 Abarth                       |
| 1979 | Jorge de Bagration       | Núria Llopis                     | Lancia Stratos HF                     |
| 1980 | Antoni Zanini            | Jordi Sabater                    | Porsche 911 SC                        |
| 1981 | Jorge de Bagration       | Víctor Sabater                   | Lancia Stratos HF                     |
| 1982 | Antoni Zanini            | Víctor Sabater                   | Talbot Lotus Sumbean                  |
| 1983 | Genito Ortiz             | Ramón Mínguez Susi Cabal         | Renault 5 Turbo                       |
| 1984 | Antoni Zanini            | Josep Autet                      | Ferrari 308 GTB                       |
| 1985 | Salvador Servià          | Jordi Sabater                    | Lancia Rally 037                      |
| 1986 | Salvador Servià          | Jordi Sabater                    | Lancia Rally 037                      |
| 1987 | Carlos Sainz             | Antonio Boto                     | Ford Sierra Cosworth                  |
| 1988 | Carlos Sainz             | Luis Moya                        | Ford Sierra Cosworth                  |
| 1989 | Pep Bassas               | Antonio Rodríguez                | BMW M3                                |
| 1990 | Jesús Puras              | José Arrarte                     | Lancia Delta Integrale                |
| 1991 | José María Ponce         | Juan Carlos Deniz                | BMW M3                                |
| 1992 | Jesús Puras              | José Arrarte                     | Lancia Delta Integrale                |
| 1993 | Mia Bardolet             | Joaquim Muntada                  | Opel Astra GSI                        |
| 1994 | Oriol Gómez              | Marc Martí                       | Renault Clio 16V                      |
| 1995 | Jesús Puras              | Àlex Romaní                      | Citroën ZX 16V                        |
| 1996 | Luis Climent             | José Antonio Muñoz               | Citroën ZX 16V                        |
| 1997 | Jesús Puras              | Carlos del Barrio                | Citroën ZX Kit Car                    |
| 1998 | Jesús Puras              | Carlos del Barrio                | Citroën Xsara Kit Car                 |
| 1999 | Jesús Puras              | Marc Martí                       | Citroën Xsara Kit Car                 |
| 2000 | Jesús Puras              | Marc Martí                       | Citroën Xsara Kit Car                 |
| 2001 | Luis Monzón              | José Deniz                       | Peugeot 206 WRC                       |
| 2002 | Jesús Puras              | Carlos del Barrio                | Citroën Xsara WRC                     |
| 2003 | Miguel Fuster            | José Vicente Medina              | Citroën Saxo S1600                    |
| 2004 | Alberto Hevia            | Alberto Iglesias Pin             | Renault Clio S1600                    |
| 2005 | Dani Sordo               | Marc Martí                       | Citroën C2 S1600                      |
| 2006 | Dani Solà                | Xavier Amigó                     | Citroën C2 S1600                      |
| 2007 | Miguel Fuster            | José Vicente Medina              | Fiat Grande Punto S2000               |
| 2008 | Enrique García Ojeda     | Jordi Barrabés                   | Peugeot 207 S2000                     |
| 2009 | Sergio Vallejo           | Diego Vallejo                    | Porsche 911 GT3                       |
| 2010 | Alberto Hevia            | Alberto Iglesias Pin             | Škoda Fabia S2000                     |
| 2011 | Miguel Fuster            | Ignacio Aviñó                    | Porsche 911 GT3                       |
| 2012 | Miguel Fuster            | Ignacio Aviñó                    | Porsche 911 GT3                       |
| 2013 | Luis Monzón              | José Carlos Déniz                | Mini Cooper WRC                       |
| 2014 | Sergio Vallejo           | Diego Vallejo                    | Porsche 911 GT3                       |
| 2015 | Miguel Fuster            | Ignacio Aviñó                    | Porsche 911 GT3                       |
| 2016 | Cristian García Martínez | Rebeca Liso                      | Mitsubishi Lancer Evo X               |
| 2017 | Iván Ares                | José Antonio Pintor              | Hyundai i20 R5                        |
| 2018 | Miguel Fuster            | Ignacio Aviñó                    | Ford Fiesta R5                        |
| 2019 | Pepe López               | Borja Rozada                     | Citroën C3 R5                         |
| 2020 | Pepe López               | Borja Rozada                     | Citroën C3 R5                         |
| 2021 | Óscar Palacio            | Alberto Iglesias                 | Ford Fiesta R5                        |
| 2022 | Víctor Senra             | David Vázquez                    | Škoda Fabia R5 i Hyundai i20 N Rally2 |
| 2023 | Álvaro Muñíz             | Néstor Casal                     | Škoda Fabia R5                        |
| 2024 | Jorge Cagiao             | Javier Martínez                  | Alpine A110 R-GT                      |